# Spermacoce protrusa
Spermacoce protrusa är en måreväxtart som beskrevs av Harwood. Spermacoce protrusa ingår i släktet Spermacoce och familjen måreväxter. Inga underarter finns listade i Catalogue of Life.